# Lhasa de Sela
Lhasa de Sela, född 27 september 1972 i Big Indian, Catskills, New York, USA, död 1 januari 2010 i Montréal, Québec, Kanada, var en USA-mexikansk sångerska och låtskrivare som ofta uppträdde under bara namnet Lhasa.
Hon föddes i Big Indian i delstaten New York, USA. Fadern var mexikan, modern från USA, och hon växte upp i båda länderna, medan hon i slutet av sitt liv bodde i Kanada och Frankrike.
Lhasa sjöng på spanska, engelska och franska och hennes skivor brukar kategoriseras som världsmusik. Den första skivan, La Llorona var helt på spanska, den andra, The Living Road, på växelvis engelska, spanska och franska, medan den tredje, Lhasa, är helt på engelska.
Hon avled nyårsdagen 2010 av bröstcancer.

## Diskografi
Studioalbum
- 1998 – La Llorona
- 2003 – The Living Road
- 2009 – Lhasa

Livealbum
- 2017 – Lhasa Live In Reykjavik

Promosinglar
- 1997 – "Los Peces"
- 1997 – "El Desierto"
- 1997 – "De Cara a La Pared"
- 2003 – "La Confession"
- 2003 – "La Marée Haute"